# El ángel de la calle
El ángel de la calle (Street Angel) es una película muda de 1928 sobre una joven amargada (Janet Gaynor) que conocerá a un pintor vagabundo (Charles Farrell). Dirigida por Frank Borzage, la película es una adaptación de H.H. Caldwell, Katherine Hilliker, Philip Klein, Marion Orth y Henry Roberts Symonds de la obra Lady Cristilinda de Monckton Hoffe. 
El ángel de la calle fue una de las tres películas por las que la actriz Janet Gaynor ganó el Óscar a la mejor actriz en la primera edición de los Oscars. Los otros fueron Amanecer de F. W. Murnau y El séptimo cielo también de Borzage.
Posteriormente, El ángel de la calle también fue nominado a los Óscars a la mejor dirección artística y la mejor fotografía en la 2.ª edición de dichos premios, haciendo de este una de las dos películas de habla inglesa en recibir nominaciones a los Oscars en años sucesivos. El otro fue "The Quiet One", nominado en 1949 como mejor documental y en 1950 por argumento y puesta en escena.

## Reparto
- Janet Gaynor - Angela
- Charles Farrell - Gino
- Alberto Rabagliati - Policía
- Cino Conti - Policía
- Guido Trento - Neri, sargento de policía
- Henry Armetta - Mascetto
- Louis Liggett - Beppo
- Milton Dickinson - Bimbo
- Helena Herman - Andrea
- Natalie Kingston - Lisetta
- Dave Kashner - El forzudo
- Jennie Bruno - Landlady